# ZYX
ZYX（ジックス）は、ハロー!プロジェクトに所属する女性歌手グループ、女性アイドルグループである。
この項では『チャンプル①〜ハッピーマリッジソングカバー集〜』発売を機に結成されたZYX-α（ジックスアルファ）についても記述する。
　

## 概要
つんく♂プロデュースにより、「絶対(Z)夢を(Y)倍に(X)」する事をテーマに結成した。ハロー!プロジェクト・キッズ（以下キッズ）15名全員によるレコーディングの結果5人が選抜され、矢口真里は補助的ポジションに就く。
2004年1月のハロー!プロジェクトのコンサート及びBerryz工房結成発表を最後に事実上活動を停止している。

## メンバー
- 矢口真里（当時：モーニング娘。）リーダー
- 梅田えりか（ハロー!プロジェクト・キッズ）後の℃-ute
- 清水佐紀（ハロー!プロジェクト・キッズ）後のBerryz工房
- 矢島舞美（ハロー!プロジェクト・キッズ）後の℃-ute
- 嗣永桃子（ハロー!プロジェクト・キッズ）後のBerryz工房
- 村上愛（ハロー!プロジェクト・キッズ）後の℃-ute

## 略歴
2002年
- 7月31日、ハローマゲドンで「矢口真里中心のキッズ新ユニット」を結成することを発表。

2003年
- 7月6日、ZYX結成を発表。
- 8月6日、1stシングル「行くZYX! FLY HIGH」を発売。
- 8月8日、「ミュージックステーション」に出演。
- 8月13日、「うたばん」に出演。
- 12月10日、2ndシングル「白いTOKYO」を発売。

2005年
- 4月14日、矢口真里がモーニング娘。を脱退。

2006年
- 1月、「Hello! Project 2006 Winter 〜ワンダフルハーツ〜」横浜アリーナ公演にて、矢口以外の5人で「白いTOKYO」を歌唱。
- 10月31日、村上愛がハロー!プロジェクトを脱退。このため、オリジナルメンバーでの復活は事実上不可能となった。

2009年
- 3月31日、矢口真里がハロー!プロジェクトを卒業。
- 4月中旬、ハロー!プロジェクトの公式サイトから詳細なプロフィールが消滅した。

## 音楽

### シングル
1. 行くZYX! FLY HIGH （2003年8月6日）
2. 白いTOKYO （2003年12月10日）

### アルバム
- ハロー!プロジェクト スペシャルユニット メガベスト（2008年12月10日）

### DVD（シングル）
1. シングルV・行くZYX! FLY HIGH （2003年9月10日）
2. シングルV・白いTOKYO （2003年12月26日）

## ZYX-α

### メンバー
- 嗣永桃子 （Berryz工房）
- 梅田えりか （℃-ute）
- 徳永千奈美 （Berrryz工房）
- 須藤茉麻 （Berrryz工房）
- 和田彩花 （スマイレージ）
- 小川紗季 （スマイレージ）
- 新垣里沙 （モーニング娘。）
- 久住小春 （モーニング娘。）

### 略歴
2009年
- 7月15日、『チャンプル①〜ハッピーマリッジソングカバー集〜』発売に伴い結成。「未来予想図II」のカバーで参加。
- 7月19日-8月9日、ハロー!プロジェクトのコンサートツアー『Hello! Project 2009 SUMMER 革命元年 〜Hello! チャンプル〜』に出演。「行くZYX! FLY HIGH」を披露した。

2010年 
- 1月5日-24日、ハロー!プロジェクトのコンサートツアー『Hello! Project 2010 WINTER 歌超風月 〜シャッフルデート〜』に出演。「白いTOKYO」、「行くZYX! FLY HIGH」を披露した。
- 7月18日-8月8日、ハロー!プロジェクトのコンサートツアー『Hello! Project 2010 SUMMER 〜ファンコラ!〜』に出演。「サマーれげぇ!レインボー」（神戸昼公演）、「行くZYX! FLY HIGH」（渋谷夜公演）を披露した。

2011年
- 1月2日-23日、ハロー!プロジェクトのコンサートツアー『Hello! Project 2011 WINTER 〜歓迎新鮮まつり〜』に出演。「GET UP!ラッパー」（A-1公演）、「丸い太陽 -winter ver.-」（A-2公演）を披露した。

2013年
- 1月25日、新垣がハロー!プロジェクトのコンサートツアー『Hello! Project 誕生15周年記念ライブ 2013 冬 〜ビバ!〜』にゲスト出演、ハロー!プロジェクト在籍メンバー4人と「白いTOKYO」を披露した。